# Benjámin László
Benjámin László (Budapest, Józsefváros, 1915. december 5. – Budapest, 1986. augusztus 18.) Baumgarten-díjas,  József Attila-díjas és kétszeres Kossuth-díjas magyar költő, szerkesztő, országgyűlési képviselő. Benjámin Ferenc költő unokatestvére.

## Életpályája
Szülei Benjamin Albert ügynök és Rosenfeld Julianna voltak. Rossz anyagi körülményei miatt a gimnáziumi tanulmányait feladni kényszerült és 1931-ben dolgozni kezdett a szociáldemokrata mozgalom kulturális, majd politikai munkájában. Fiatalon volt nyomdász, vasas, szűcs, villanyhegesztő galvanizáló is. 1933–1934 között a Demény-csoport tagja volt. 1935-ben Ausztriában volt mint ifjúmunkás.
1938-tól jelentek meg versei különféle folyóiratokban: Szép Szó, Kelet Népe, Népszava. A II. világháborúban (1939–1945) kétszer vitték be katonának, ahonnan 1944 októberében megszökött.
1945–1947 között vidéki újságíró volt. 1952-ben és 1954-ben az Új Hang főszerkesztője, 1960-tól a Fővárosi Szabó Ervin Könyvtár, 1963-tól pedig a Kortárs folyóirat munkatársa, 1968-tól a Magvető Könyvkiadó lektora. 1975–1980 között országgyűlési képviselő. 1976-tól az Új Tükör szerkesztőbizottsági tagja, 1980–1986 között főszerkesztője volt.

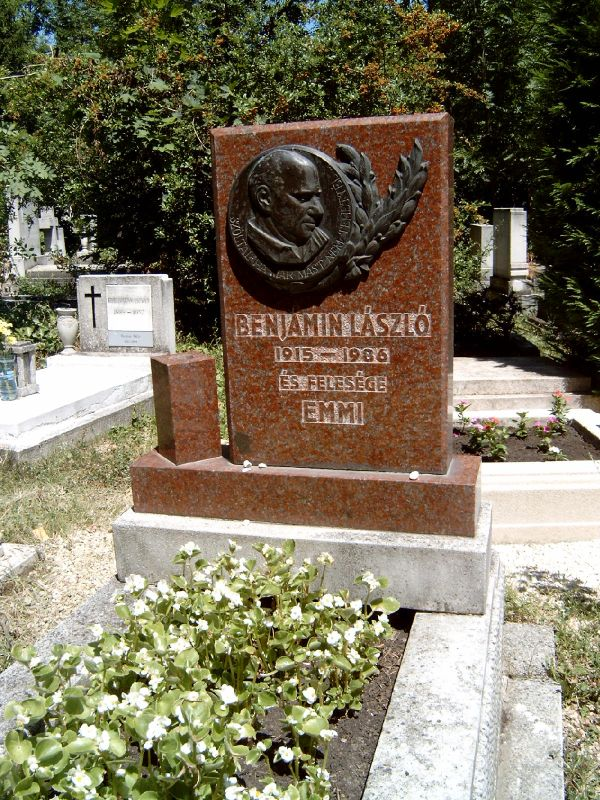
Benjámin László sírja Budapesten. Farkasréti temető: 28/2-1-41.

## Munkássága
Kora ifjúságától a munkásmozgalom eszmekörében érlelődött költészete. Csatlakozott a szociáldemokrata "munkásköltők" csoportjához, a Tollal és szerszámmal (1941) című antológia meghatározó egyénisége. 1949 után azonosult a "szocialista építés" illúziójával, s költészetét a napi politika szolgálatába állította: Örökké élni (1949), Éveink múlása (1954).
Az illúziók szertefoszlása kemény önvizsgálatra késztette. Megrendült önéletrajzi költeményekben vetett számot sorsa tapasztalataival és tanulságaival: Egyetlen élet (1956). 1956 utáni versei egy nemzedék hitét és csalódását fejezik ki: Ötödik évszak (1962), Tengerek fogságában (1967), Tüzet akartam (1978).
Néhány családi versében az a bölcs derű bujkál, amely a később gyermekeknek szóló képeskönyveiben (Kölcsönkenyér visszajár (1959), Misi és Miska (1962), Vidám ABC (1964) és irodalmi paródiáiban is megjelenik (Kis magyar antológia, 1966).

## Művei
- A csillag nem jött. Versek; Szalay Sándor Ny., Bp., 1939
- 12 költő. Benjamin László, Berényi István versei; összeáll. Vértes Jenő, előszó Csömöri József; Mentor, Bp., 1940
- Tollal és szerszámmal; Benjámin László et al. versei; bev. Darvas József; s.n., Bp., 1941
- Március. Tanulmányok, novellák, versek; többekkel; Rajkai Ny., Pestszenterzsébet, 1942
- Hét hang; többekkel; Horizont, Bp., 1942
- Magatartás; többekkel; s.n., Bp., 1943
- A betűöntők diadala. Versek; Népszava, Bp., 1946
- A teremtés után. Versek; Munkásírók, s.l., 1948
- Örökké élni; Franklin, Bp., 1949
- Tűzzel, késsel. Versek; Szépirodalmi, Bp., 1951
- Válogatott költemények; Szépirodalmi, Bp., 1951 (Szépirodalmi kiskönyvtár)
- Éveink múlása. Válogatott és új versek 1938–1953; Szépirodalmi, Bp., 1954
- Egyetlen élet; Magvető, Bp., 1956
- A brémai muzsikusok; rajz Tankó Béla, vers Benjamin László; Terv Ny., Bp., 1958
- Kölcsönkenyér visszajár; rajz Németh István, vers Benjámin László; Minerva, Bp., 1959
- Misi és Miska; rajz Tankó Béla, vers Benjámin László; Minerva, Bp., 1962
- Stendhal. 1783–1842. Bibliográfia; Franklin Ny., Bp., 1962 (A világirodalom klasszikusai. A Fővárosi Szabó Ervin Könyvtár)
- Ötödik évszak. Versek és fordítások; Szépirodalmi, Bp., 1962
- Vidám abc; vers Benjámin László, rajz Würtz Ádám; Minerva, Bp., 1964
- Világ füstje. Versek. 1938–1963; Szépirodalmi, Bp., 1964
- Kis magyar antológia. Irodalmi karikatúra; ill. Réber László; Magvető, Bp., 1966
- Írom ráadásnak. Válogatott versek; vál. Csanádi Imre; Athenaeum Ny., Bp., 1967 (Kozmosz könyvek)
- Tengerek fogságában; Magvető, Bp., 1967 + hanglemez
- Benjámin László válogatott versei; Magvető, Bp., 1968
- Sarkadi Imre. Bibliográfia; Fővárosi Szabó Ervin Könyvtár, Bp., 1971
- Sziklarajzok. Válogatott és új versek; Magvető, Bp., 1973
- "Amíg a szívünk dobog...". Válogatás a szocialista irodalomból. 1932–1944; vál. és szerk. Benjámin László, Illés László, Markovits Györgyi; Magvető, Bp., 1975
- Tüzet akartam; Magvető–Szépirodalmi, Bp., 1978 (30 év)
- Vallomások, viták. Tanulmányok, cikkek, interjúk; Magvető, Bp., 1979
- Benjámin László–Aczél György: József Attila; Kossuth, Bp., 1980
- Önéletrajz; vál. Domokos Mátyás; Megyei Könyvtár, Békéscsaba, 1981
- Összegyűjtött versek; Magvető, Bp., 1982
- Zelk Zoltán–Benjámin László–Csanádi Imre: Tűzből mentett hegedű. Válogatott versek; vál., szerk., bev. Alföldy Jenő; Papirusz Book, Bp., 2004